# Асилиан, Димитра
Димитра Асилиан (греч. Δήμητρα Ασιλιάν; род. 10 июля 1972, Пирей) — греческая ватерполистка, серебряный призёр Олимпийских игр 2004 года.

## Биография
Димитра Асилиан родилась 10 июля 1972 года в Пирее. 
Окончила греко-французскую школу Жанны д'Арк в Пирее и факультет информатики и телекоммуникаций Афинского университета. Имеет звание лейтенанта-коммандера береговой охраны.
Была в браке с греческим ватерполистом и тренером Ксенофонтом Мудациосом (греч. Ξενοφών Μουδάτσιος), скончавшимся в 2020 году. У них осталась дочь Маритина (греч. Μαριτίνα). 
Сейчас Димитра живёт в Алимосе.

### Спортивная карьера
Асилиан выступала за клуб «Олимпиакос», с которой выиграла 2 чемпионата Греции в 1995 и 1998 году. В этом клубе Димитра провела 35 лет, считая занятия плаванием и водным поло.
В 1995 в матче между греческими клубами «Олимпиакос» — «ПАОК» забила 15 голов, став лучшим бомбардиром в Греции по голам за матч.
В 1996 году на Кубке Европы с командой «Олимпиакос» занимает 4 место.
В 1998 году выступила на чемпионате мира 1998 года в Перте, где команда заняла 5 место. На чемпионате мира 2001 года в Фукуоке девушки стали седьмыми. Также седьмое место заняли на Кубке мира 2002 года. На чемпионате мира 2003 года в Барселоне команда заняла 9 место.
На Олимпийских играх 2004 года в Афинах Димитра Асилиан, будучи капитаном национальной сборной, завоёвывает серебряную награду. Команда в полуфинале обыграла сборную Австралии, но в финале проиграла итальянкам со счётом 9-10 в дополнительное время. Эта медаль была первой для Греции в командных видах спорта на Олимпийских играх.
За свою карьеру в водном поло с 1992 по 2007 год Димитра забила 703 гола. Она была лучшим бомбардиром среди греческих спортсменок в 1993 (40 голов), 1995 (67 голов) и 1997 (80 голов) годах.